# Odontota
Odontota là một chi bọ cánh cứng trong họ Chrysomelidae.
Chi này được miêu tả khoa học năm 1837 bởi Chevrolat.

## Các loài
Các loài trong chi này gồm:
- Odontota arizonicus (Uhmann, 1938)
- Odontota dorsalis (Thunberg, 1805)
- Odontota floridanus (Butte, 1968)
- Odontota horni Smith, 1885
- Odontota mundulus (Sanderson, 1951)
- Odontota notata (Olivier, 1808)
- Odontota scapularis (Olivier, 1808)